# Копані (Воздвижівська сільська громада)
Копа́ні — село в Україні, у Воздвижівській сільській громаді Пологівського району Запорізької області. Населення становить 159 осіб. До 2017 року орган місцевого самоврядування — Долинська сільська рада.

## Географія
Село Копані розташоване за 1 км від правого берега річки Верхня Терса, вище за течією за 5 км розташоване село Гірке, на протилежному березі — село Бабаші. За 1 км розташоване село Долинка.

## Історія
Село засноване у 1903 році.
7 (20) листопада 1917 року, відповідно до Третього Універсалу Української Центральної Ради, увійшло до складу Української Народної Республіки.
11 квітня 2017 року Долинська сільська рада, в ході децентралізації, об'єднана з Воздвижівською сільською громадою.
19 липня 2020 року, в результаті адміністративно-територіальної реформи та ліквідації Гуляйпільського району, село увійшло до складу новоутвореного Пологівського району.

## Населення
Згідно з переписом УРСР 1989 року чисельність наявного населення села становила 200 осіб, з яких 85 чоловіків та 115 жінок.
За переписом населення України 2001 року в селі мешкало 156 осіб.

## Мова
Розподіл населення за рідною мовою за даними перепису 2001 року:
| Мова       | Відсоток |
| ---------- | -------- |
| українська | 99,37 %  |
| російська  | 0,63 %   |